# Круги Форда

Круги Форда. В основании затемнённых кругов подписаны соответствующие несократимые дроби. Каждый круг касается оси абсцисс и соседних кругов. Несократимые дроби с равными знаменателями соответствуют кругам одного радиуса.

Круги Форда — круги с центрами в точках с координатами {\displaystyle (p/q,1/(2q^{2}))} и радиусами {\displaystyle 1/(2q^{2})}, где {\displaystyle p/q} — несократимая дробь. 
Каждый круг Форда касается горизонтальной оси {\displaystyle y=0}, и любые два круга либо касаются друг друга, либо не пересекаются.

## История
Круги Форда — особый случай взаимно касающихся кругов. 
Системы взаимно касающихся окружностей изучал Аполлоний Пергский, в честь которого названы задача Аполлония и сетка Аполлония. 
В XVII веке Декарт доказал теорему Декарта — соотношение между обратными радиусами взаимно касающихся окружностей.
Круги Форда названы в честь американского математика Лестера Форда старшего, писавшего о них в 1938 году.

## Свойства
Круг Форда, соответствующий дроби {\displaystyle p/q}, обозначается как {\displaystyle C[p/q]} или {\displaystyle C[p,q]}. Каждому рациональному числу соответствует круг Форда. 
Кроме того, полуплоскость {\displaystyle y\geqslant 1} тоже можно считать вырожденным кругом Форда бесконечного радиуса, соответствующим паре чисел {\displaystyle p=1,q=0}.
Любые два различных круга Форда либо не пересекаются вовсе, либо касаются друг друга. 
Ни у каких двух кругов Форда не пересекаются внутренние области, несмотря на то что в каждой точке на оси абсцисс, имеющей рациональную координату, эту ось касается один круг Форда. 
Если {\displaystyle 0<p/q<1}, то множество кругов Форда, касающихся {\displaystyle C[p/q]}, можно описать любым из следующих способов:
1. круги {\displaystyle C[r/s]}, где {\displaystyle |ps-qr|=1},[1]
2. круги {\displaystyle C[r/s]}, где дроби {\displaystyle r/s} соседствуют с {\displaystyle p/q} в каком-либо ряде Фарея,[1] или
3. круги {\displaystyle C[r/s]}, где {\displaystyle r/s} — ближайший меньший или ближайший больший предок {\displaystyle p/q} в дереве Штерна — Броко, либо {\displaystyle p/q} — ближайший меньший или больший предок {\displaystyle r/s}.[1]

Круги Форда также можно рассматривать как области на комплексной плоскости. Модулярная группа преобразований комплексной плоскости отображает круги Форда в другие круги Форда.
Если интерпретировать верхнюю половину комплексной плоскости как модель гиперболической плоскости (модель Пуанкаре на полуплоскости), то круги Форда можно интерпретировать как замощение гиперболической плоскости орициклами. 
Любые два круга Форда конгруэнтны в гиперболической геометрии. Если {\displaystyle C[p/q]} и {\displaystyle C[r/s]} — касающиеся круги Форда, то полуокружность, проходящая через точки {\displaystyle (p/q,0)} и {\displaystyle (r/s,0)} и перпендикулярная оси абсцисс, — это гиперболическая прямая, проходящая также через точку касания двух кругов Форда.
Круги Форда составляют подмножество кругов, из которых состоит сетка Аполлония, заданная прямыми {\displaystyle y=0} и {\displaystyle y=1} и окружностью {\displaystyle C[0/1]}.

## Общая площадь кругов
Имеется связь между общей площадью кругов Форда, функцией Эйлера {\displaystyle \varphi }, дзета-функцией Римана и постоянной Апери {\displaystyle \zeta (3)}. Поскольку никакие два круга Форда не пересекаются по внутренним точкам, то немедленно получаем, что суммарная площадь кругов
{\displaystyle \left\{C[p,q]:0\leqslant {\frac {p}{q}}<1\right\}}
меньше 1. Эта площадь даётся сходящейся суммой, которая может быть вычислена аналитически. По определению, искомая площадь равна
{\displaystyle A=\sum _{q\geqslant 1}\sum _{(p,q)=1 \atop 1\leqslant p<q}\pi \left({\frac {1}{2q^{2}}}\right)^{2}.}
Упрощая это выражение, получаем
{\displaystyle A={\frac {\pi }{4}}\sum _{q\geqslant 1}{\frac {1}{q^{4}}}\sum _{(p,q)=1 \atop 1\leqslant p<q}1={\frac {\pi }{4}}\sum _{q\geqslant 1}{\frac {\varphi (q)}{q^{4}}}={\frac {\pi }{4}}{\frac {\zeta (3)}{\zeta (4)}},}
где последнее равенство использует формулу для ряда Дирихле с коэффициентами, даваемыми функцией Эйлера. Поскольку {\displaystyle \zeta (4)=\pi ^{4}/90}, в итоге получаем
{\displaystyle A={\frac {45}{2}}{\frac {\zeta (3)}{\pi ^{3}}}\approx 0.872284041.}

## Внешние ссылки
- Ford's Touching Circles  (англ.)
- Weisstein, Eric W. Ford Circle (англ.) на сайте Wolfram MathWorld.